# St. Quirin (Großeisenbach)

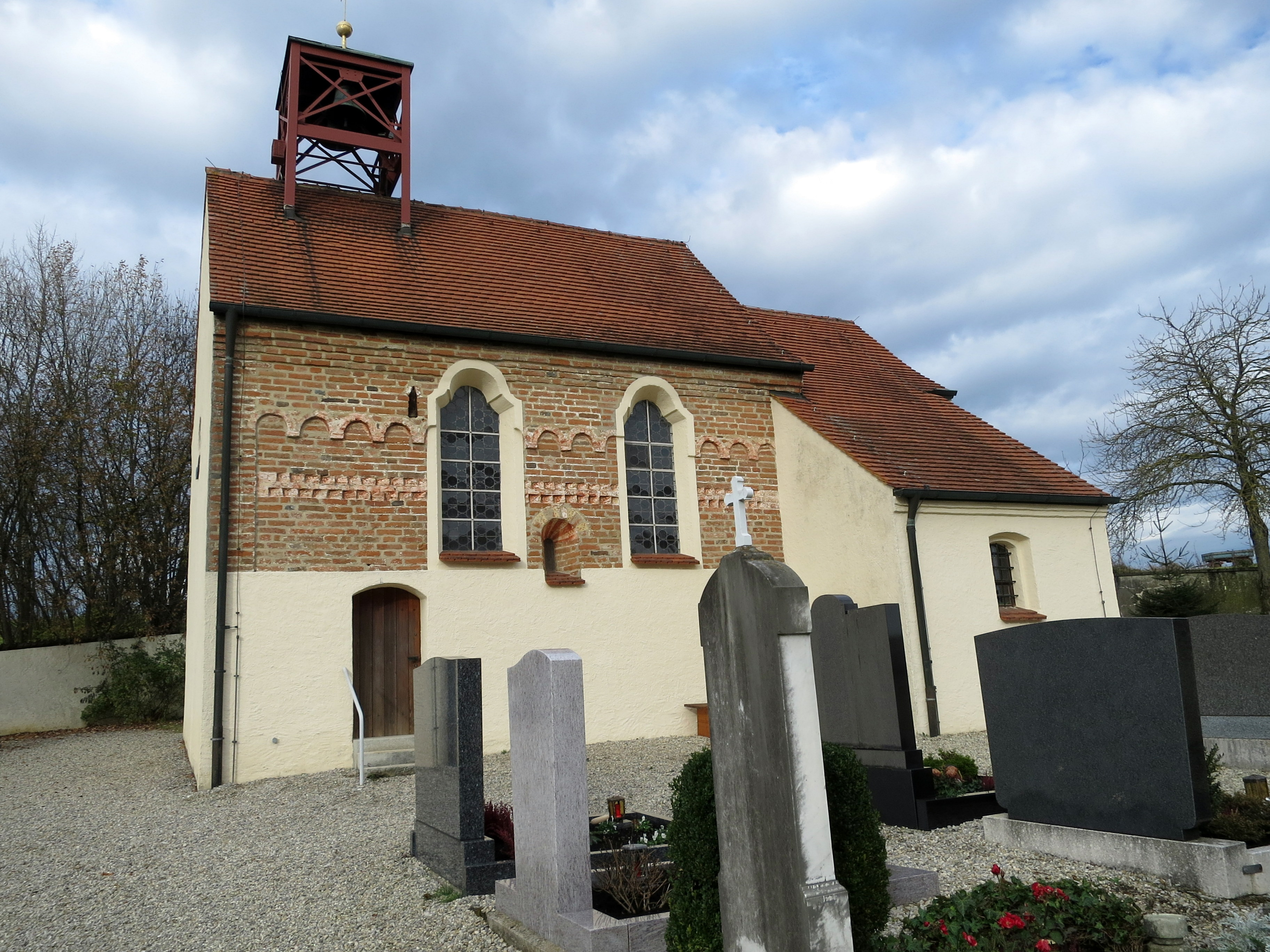
Die Filialkirche St. Quirin am Rande des Dorfes

Die katholische Filialkirche St. Quirin im Ortsteil Großeisenbach der Gemeinde Fahrenzhausen im Landkreis Freising ist ein spätromanischer Saalbau aus der ersten Hälfte des 13. Jahrhunderts, der später barock ausgebaut wurde. Das Kirchenbauwerk stellt ein geschütztes Baudenkmal dar und ist in der Liste der Baudenkmäler in Fahrenzhausen mit der Denkmalnummer D-1-78-123-9 angeführt.

## Geschichte
Der Ort gehörte schon vor 900 zum Grundbesitz des Klosters Tegernsee, deshalb gibt es den seltenen Patron St. Quirin der Klosterkirche als Kirchenpatron in Großeisenbach. Seit dem 18. Jahrhundert hat die Kirche das Doppelpatrozinium von St. Quirin und St. Leonhard. Heute wird überwiegend St. Leonhard als Hauptpatron der Kirche angesehen.
Die Filialkirche St. Quirin in Großeisenbach wurde erstmals in der Konradinischen Matrikel von 1315 als „Eysenpach“ schriftlich erwähnt. Die vielen romanischen Bauelemente deuten darauf hin, dass die Kirche schon rund 100 Jahre früher, in der ersten Hälfte des 13. Jahrhunderts erbaut worden ist. Der Grundriss aus romanischer Zeit ist bis heute unverändert.
In der Zeit um 1685 baute man in einer ersten Barockisierungsmaßnahme neue Altäre ein. Erbauer des Hochaltars war der Kistler (= Schreiner) Matthias Ströber aus Massenhausen (der auch in Appercha tätig war). 1707 wurde die Kirche durch den Freisinger Bischof Johann Franz Eckher von Kapfing und Liechteneck (1695–1727) neu konsekriert (= geweiht). 
Eine Generation später, 1732, brachte man unter Pfarrer Prämer im zweiten Barockisierungsschritt den Stuck und die Gemälde an die Decke auf und brach große, geschweifte Fenster (damals französische Fenster genannt) aus, um mehr Licht ins Gotteshaus zu lassen. Der Hochaltar erhielt ein neues Altarblatt, das die beiden Kirchenpatrone St. Quirin und St. Leonhard zeigte.

### Turmabriss
Bis 1882 hatte die Kirche einen richtigen Turm auf der Ostseite. Dies bedeutet, dass es sich um eine Chorturmkirche gehandelt hat, bei der der Altarraum im Erdgeschoss des Turmes eingerichtet war. Als der Turm abgebrochen war, setzte man einen quadratischen Dachreiter (Türmchen) mit einer Seitenlänge von 2,30 m auf den Übergang von Altarraum zum Kirchenschiff. Dieser blieb bis zur großen Renovierung 1970 erhalten. Sein Gewicht belastete das Kirchendach übermäßig stark und führte zu Rissen im Mauerwerk. Deshalb errichtete man einen neuen Dachreiter aus offenem Eisengerüst auf der Westseite, dessen Gewicht durch Eisenschienen auf die gesamte Kirche verteilt wurde.

## Ausstattung
Die auf einer Anhöhe östlich des Ortes gelegene Kirche ist ein spätromanischer Bau, wahrscheinlich aus der ersten Hälfte des 13. Jahrhunderts. Das zeigen ganz deutlich der spätromanische Rundbogenfries mit zweifachem Deutschem Band und ein zugemauertes schmales Fenster mit tiefer Laibung an der Südwand.
Um 1685 wurde die Kirche barockisiert und mit neuen Altären ausgestattet. Dabei hat man die großen Fenster ausgebrochen. Den Turm trug man 1882 wegen Baufälligkeit ab.
Der Altarraum ist von einem Kreuzgratgewölbe, das Kirchenschiff von einem Muldengewölbe überdeckt. Die Decken sind mit Stuck verziert. Die Deckengemälde zeigen das Auge Gottes (Chor) und die Glorie des hl. Leonhard (Langhaus).
Das Innere der Kirche ist seit 325 Jahren im Barock/Rokokostil ausgestattet. Dies gilt insbesondere für die drei Altäre, die 1685 eingebaut wurden. Sie sind dem hl. Leonhard sowie Maria und Josef gewidmet.
Es gibt folgende Figuren: St. Petrus und Paulus am Choraltar, St. Joachim und Anna selbdritt (links), St. Maria, St. Quirin und Gottvater (rechts), St. Sebastian und St. Leonhard (Emporenbrüstung).
Folgende Bilder sind vorhanden: Gottvater im Aufsatz des Choraltars, Josef und Maria auf den Seitenaltarblättern, St. Antonius von Padua (links) und St. Leonhard (Langhausdecke und Altarblatt).

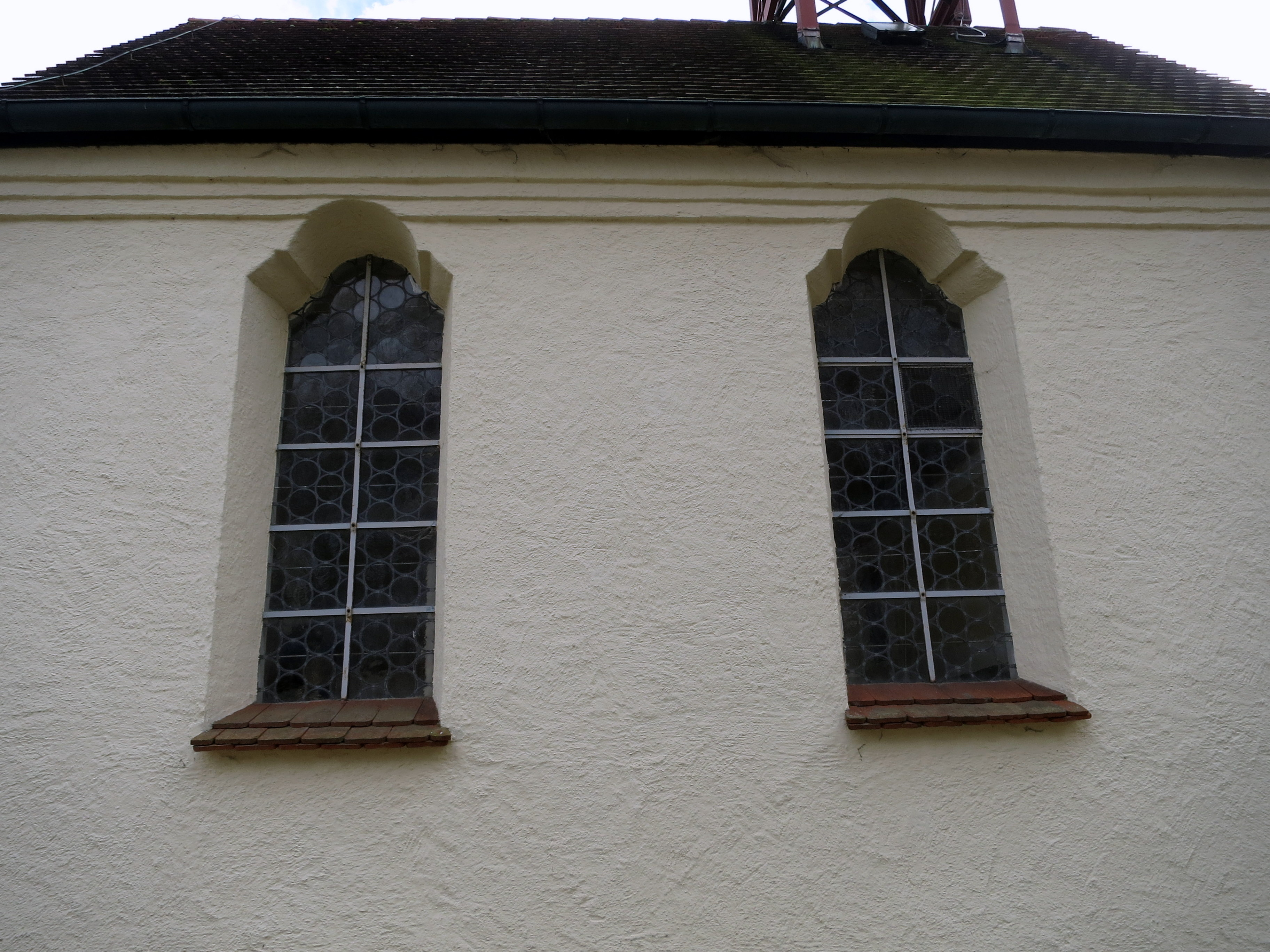
Barocke vergrößerte Fenster
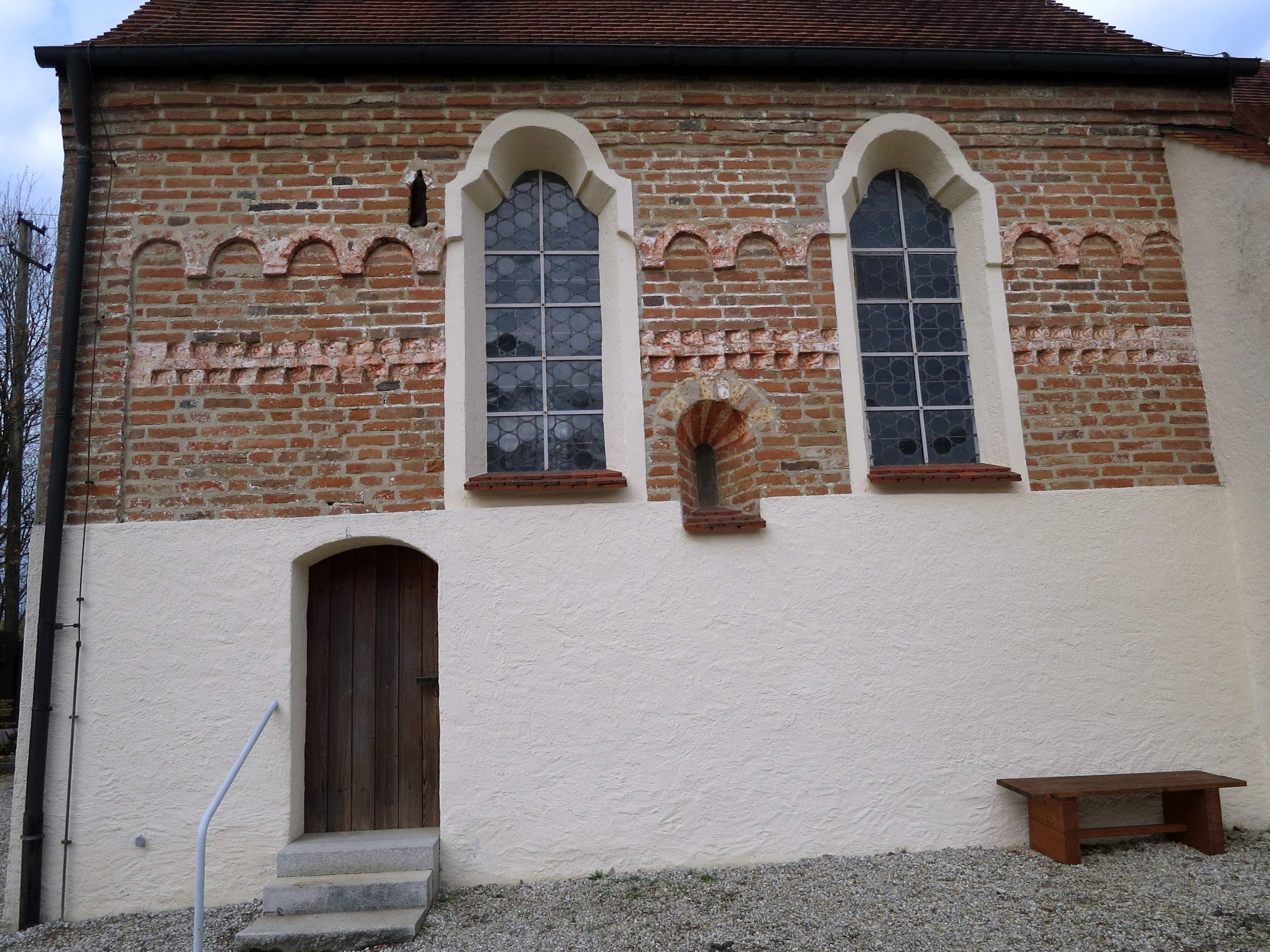
Reste des romanischen Baus
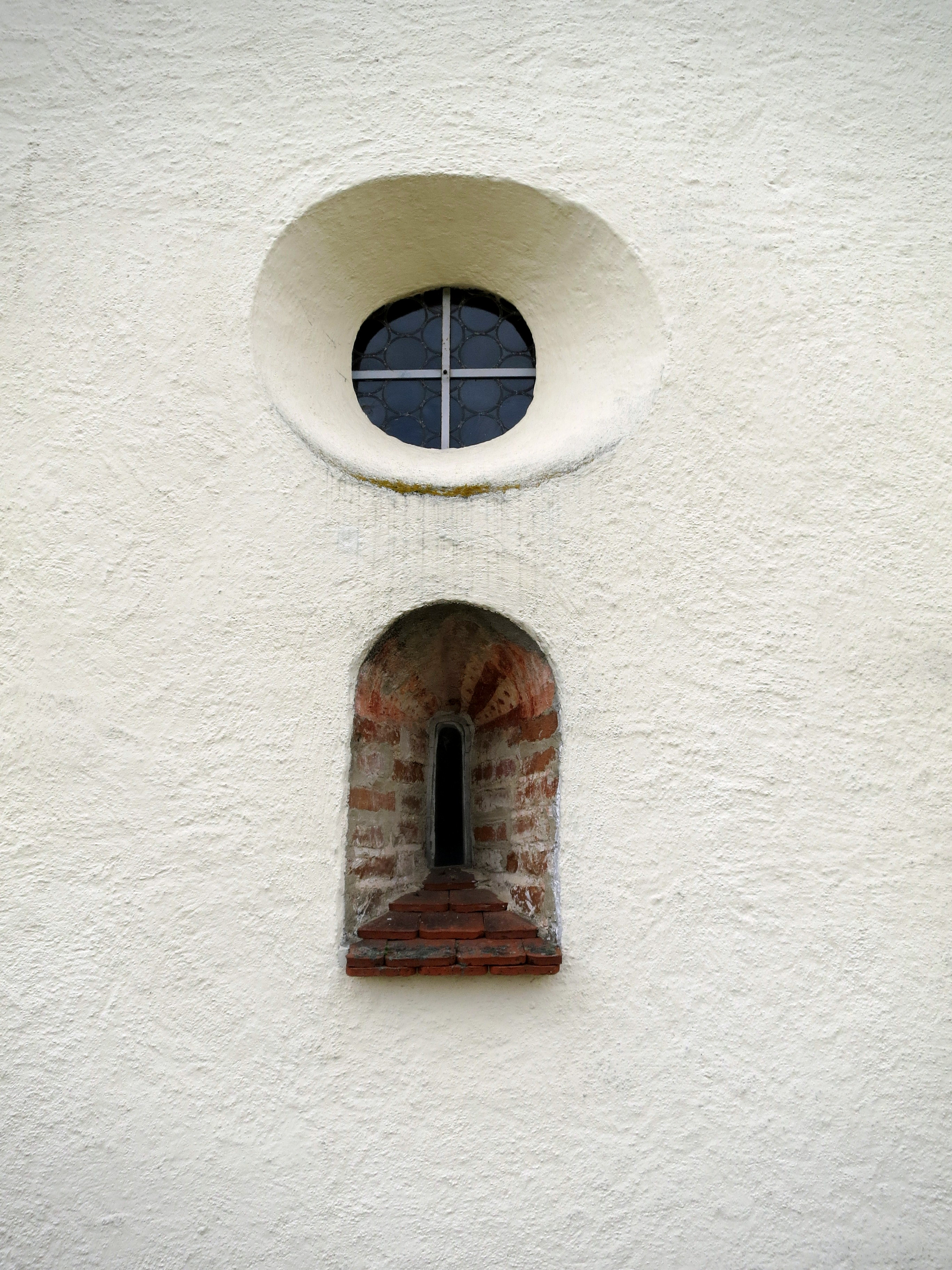
Zwei Stilepochen
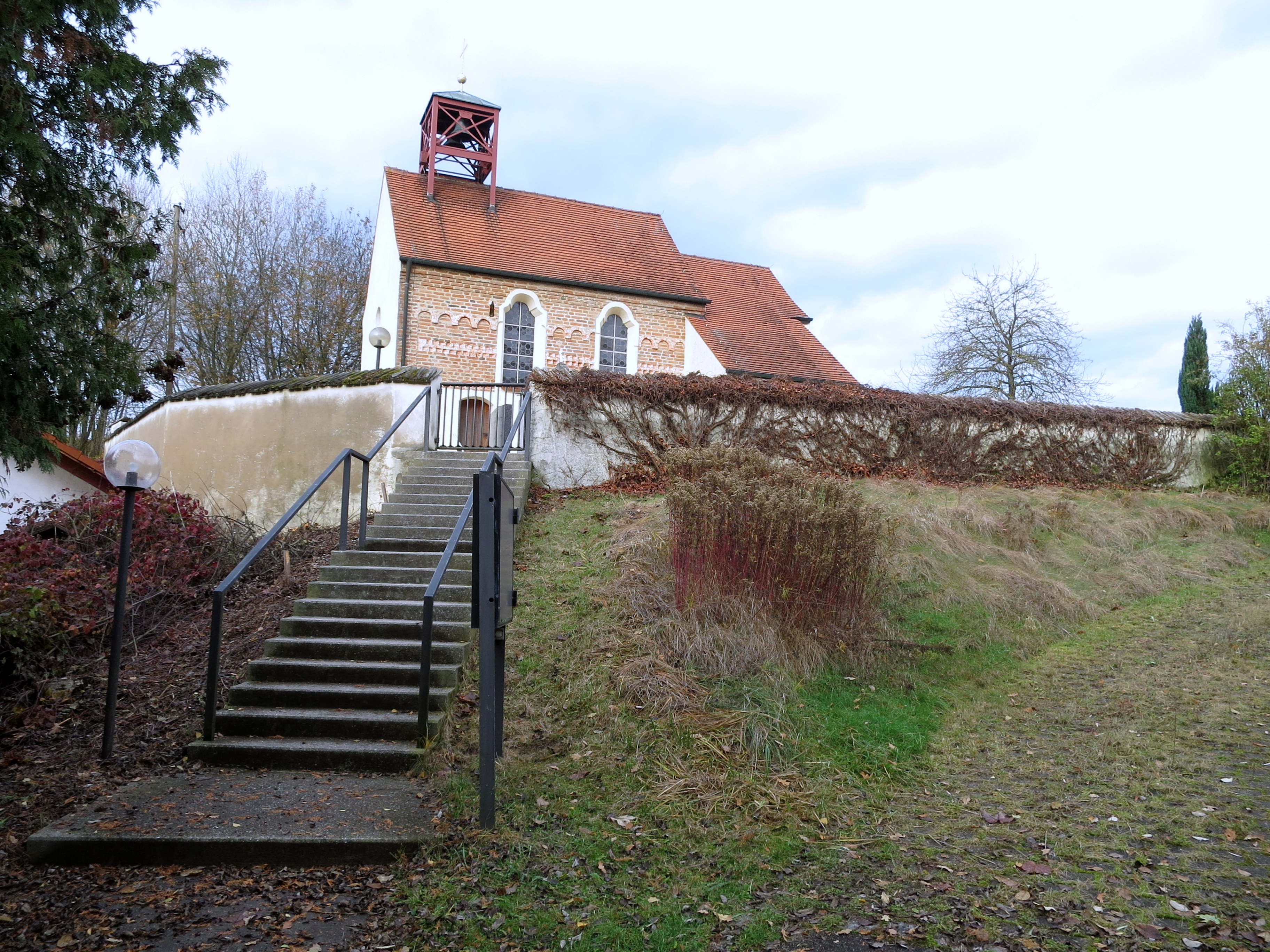
Aufgang zum Friedhof

### Glocken
Im Dachreiter hängen zwei Glocken. Im Ersten Weltkrieg musste die Kirche eine Glocke (103 kg) zum Einschmelzen für Kriegszwecke abliefern. Die Ersatzglocke mit einem Gewicht von 238 kg wurde 1925 aufgezogen, nachdem ein neuer Glockenstuhl aus Eiche eingebaut worden war.

## Pfarrverband
Bis 1953 (andere Quelle: 1951) gehörte Großeisenbach zur Pfarrei Fürholzen. Seither ist es Teil der Pfarrei Jarzt, seelsorgerisch betreut von der Kuratie Weng. Die Pfarrei Jarzt/Fahrenzhausen bildet zusammen mit der Pfarrei Giebing und der Kuratie Weng einen Pfarrverband, der um die Pfarrei Haimhausen erweitert worden ist. So gehört dieser Pfarrverband wieder zum Dekanat Dachau; damit wird an alte Verhältnisse angeknüpft.